# Дар'а
 Дар'а, Дер'а (араб. درعا, «фортеця», аналогічно назві античного міста Дура-Европос) — місто на південному заході Сирії, неподалік від кордону з Йорданією. Столиця мухафази Дар'а.
Одне зі стародавніх міст Сирії. Після завоювання Селевкідського царства місто належало Римській імперії, потім Візантійській. 636 року захоплене арабами.
Навесні 2011 року в місті спалахнуло повстання, центром якого стала мечеть Омарі в старій частині міста.